# غروبفيل (ميزوري)
غروبفيل (بالإنجليزية: Grubville)‏ هي إحدى المجتمعات الفردية (غير مصنفة) في ولاية ميزوري في الولايات المتحدة الأمريكية.